# شرکت سرمایه‌گذاری و مالی چولاماندالام
شرکت سرمایه‌گذاری و مالی چولاماندالام یک شرکت مالی غیربانکی هندی و ارائه‌دهنده خدمات سرمایه‌گذاری است که دفتر مرکزی آن در چنای هند قرار دارد. این شرکت که در سال ۱۹۷۸ بنیان‌گذاری شد، بخشی از گروه موروگاپای هند است.
تا سال ۲۰۲۴، این شرکت ۱۳۸۷ شعبه در سراسر این کشور و بیش از ۵۴۰۰۰ کارمند دارد که بیشتر آنها در شهرهای کوچک‌تر هند هستند.